# 鄧德超
鄧德超（越南语：／），原名鄧德昭，避成泰帝名諱，改作今名，越南阮朝早期官員。

## 生平
鄧德超爲平定省蓬山縣人。據嗣德本《大南一統志》，鄧家信奉基督教，而他本人放棄基督教而求學。
嘉隆九年（1810年）去世，享壽六十歲，贈參政。明命六年，追贈少師協辦大學士。嗣德五年，列祀中興功臣廟。

## 家庭
- 子鄧德贍，官至海陽總督[3]
  - 孫鄧德潤，娶霑德公主阮玉莊嫻